# Minuartia elegans
Minuartia elegans är en nejlikväxtart som först beskrevs av Adelbert von Chamisso och Schltdl., och fick sitt nu gällande namn av Boris Konstantinovich Schischkin. Minuartia elegans ingår i släktet nörlar, och familjen nejlikväxter. Inga underarter finns listade i Catalogue of Life.

## Bildgalleri

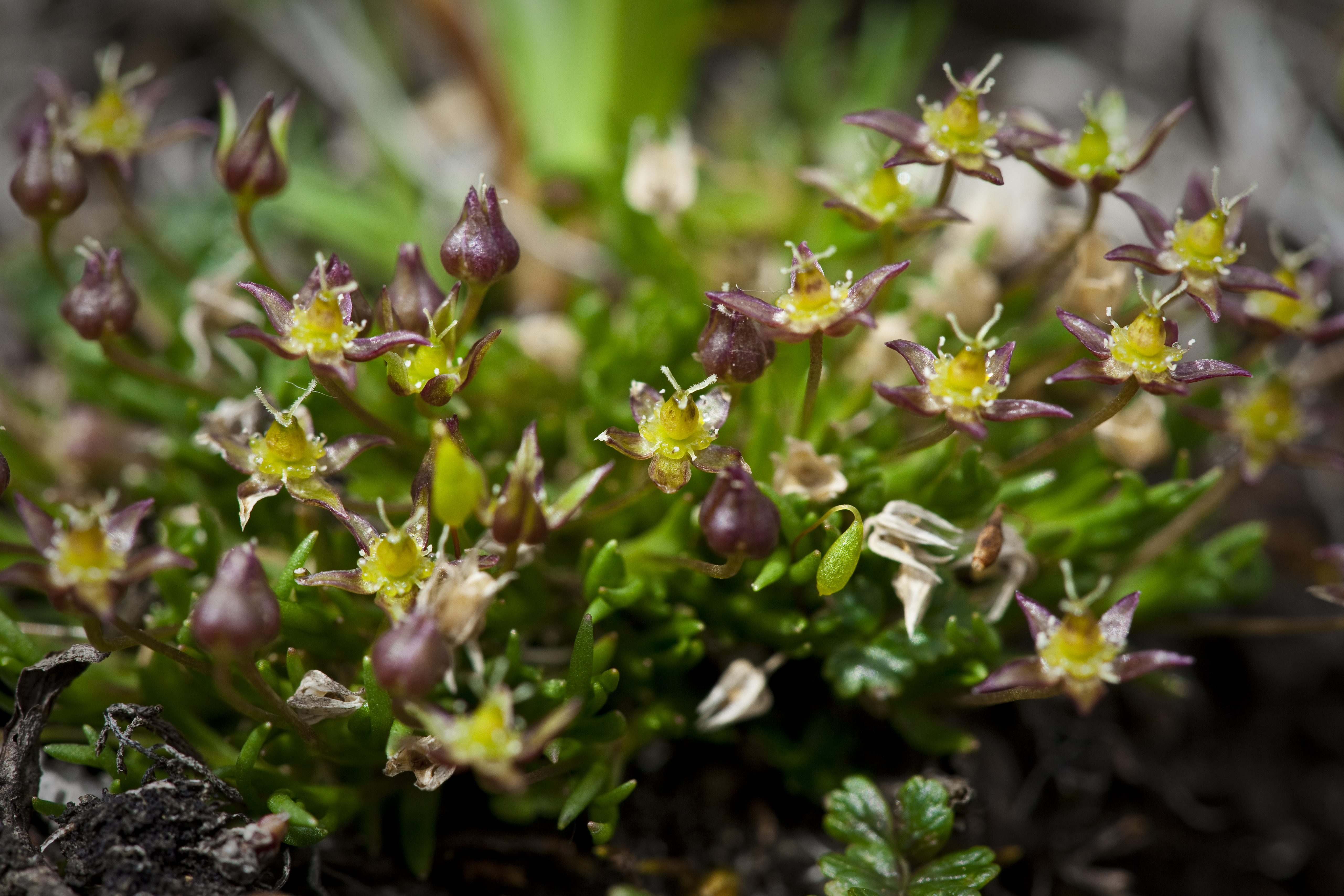